# ام فضل دختر مأمون
ام فضل دختر مأمون عباسی است که به عقد محمد تقی درآمده‌است.

## ازدواج با محمد تقی
پس از آنکه علی بن موسی الرضا، ولایتعهدی مأمون عباسی را پذیرفت، مأمون به شکرانه این پذیرش، خواهرش ام حبیب را به عقد علی بن موسی و دخترش ام فضل را به عقد فرزند علی بن موسی، محمد تقی درآورده‌است. برخی منابع سال این ازدواج را در سال ۲۰۲ و برخی ۲۰۱ ه.ق گزارش کرده‌اند. محمدتقی در زمان این عقد ازدواج، در جلسه مأمون حضور نداشت و سن او ۶ سال گزارش شده‌بود. در دلیل این ازدواج آورده‌اند که مأمون قصد داشت تا با این ازدواج، پیوند خویشاوندی خود را با علی بن موسی الرضا مستحکم تر نماید. در اعیان الشیعه آمده است که این ازدواج، تنها به معنای نامزدی بین محمد تقی و ام فضل بوده‌است.

منابع دیگری هستند که ازدواج محمد تقی با ام فضل را پس از ماجرای ولایتعهدی و حتی پس از کشته شدن علی بن موسی الرضا دانسته اند. بر اساس گزارشاتی، پس از قتل علی بن موسی الرضا در خراسان؛ مأمون در بغداد و برای کاهش التهابات ناشی از کشته شدن علی بن موسی، فرزندش محمد تقی را به بغداد فراخواند. محمد تقی نیز از مدینه به بغداد آمد و مردم،حتی شخص مأمون به استقبالش آمدند. مأمون تصمیم گرفت تا دخترش ام فضل را به عقد محمد تقی درآورد. این اقدام او موجب اعتراضاتی از جانب عباسیان نسبت به او شد. این اعتراضات را مدرسی، اینگونه تشریح می‌کند:
عبّاسیان به خاطر این عمل، مأمون را شدیداً مورد اعتراض قرار دادند. زیرا می‌ترسیدند خلافت به دست فرزندان فاطمه افتد. از این رو خویشان نزد مأمون رفته اظهار داشتند: تو را به خدا سوگند می‌دهیم که از دادن دخترت به امام جواد علیه السلام خودداری کنی زیرا، بیم آن داریم که سلطنتی که خداوند عزّ و جل ما را مالک آن گردانیده، از دست برود و جامه‌ای را که خداوند بر ما پوشانیده از تن ما بیرون آید و تو خود بر آنچه که در گذشته تا کنون میان ما و این قوم روی داده، آگاهی. ما از کاری که تو با امام رضا انجام دادی (اشاره به ولایت عهدی آن‌حضرت) همواره بیمناک بودیم امّا خداوند ما را در آن مهم یاری فرمود. پس تو را به خدا ما را به اندوه و اندیشه‌ای که از ما دور شد، مجدداً وارد مگردان.
با این وجود اعتراضات همچنان ادامه داشت و به عدم فضل و صغر سن محمد تقی خرده‌ها گرفته شد که مأمون به فضل محمد تقی اشاره داشته و او را صاحب علم و فضل دانسته است.با این حال، جلسه گفتگویی بین محمد تقی و یحیی بن اکثم پیش آمد که منجر گردید، همگان به فضل و علم محمد تقی باور پیدا کنند. در این زمینه سروده‌اند:
| وقد روى الصدوق في العيون |  | رواية جاءت عن المأمون |
| من أنه قد زوج الأماما    |  | ام حبيب اخته احتراماً  |
| وثم سمى للجواد ابنته     |  | لكي يمد للرضا لحمته   |